# 11e division d'infanterie (Allemagne)
Pour les articles homonymes, voir 11e division d'infanterie.
La  11e division d'infanterie (en allemand : 11. Infanterie-Division) est une des divisions d'infanterie de l'armée allemande (Wehrmacht) durant la Seconde Guerre mondiale.

## Théâtres d'opérations
- 1er septembre au 6 octobre 1939 : Campagne de Pologne
- 1943 :
  - Siège de Léningrad
  - Opération Iskra
  - Bataille de Krasny Bor